# Ловіса фон Бурґгаузен

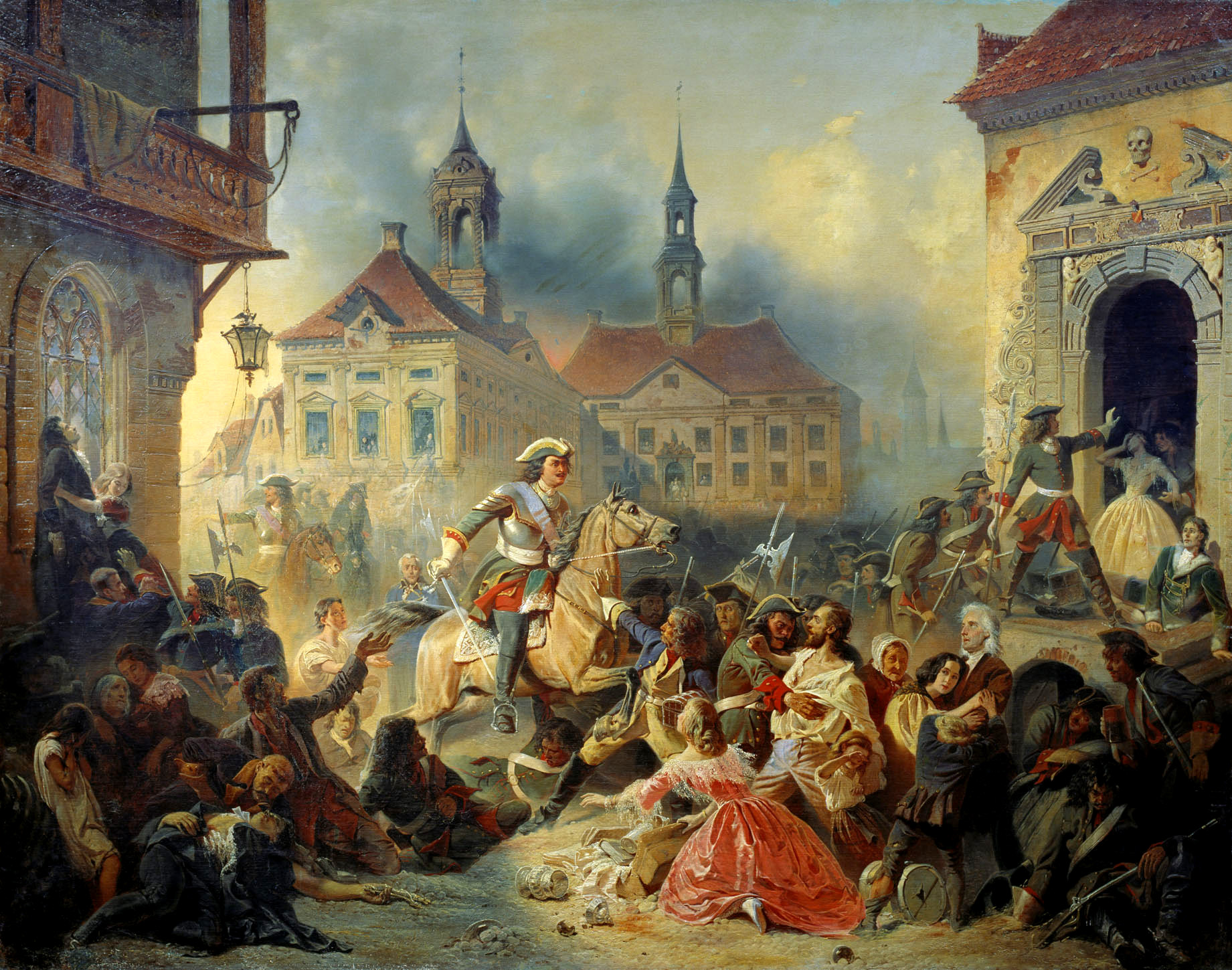
Петро I Московський заспокоює свої мародерські війська після взяття Нарви в 1704 році, автор Микола Зауервейд, 1859. Під час цієї події московські вояки захопили в полон багатьох громадян Швеції, яких потім продали до Криму.

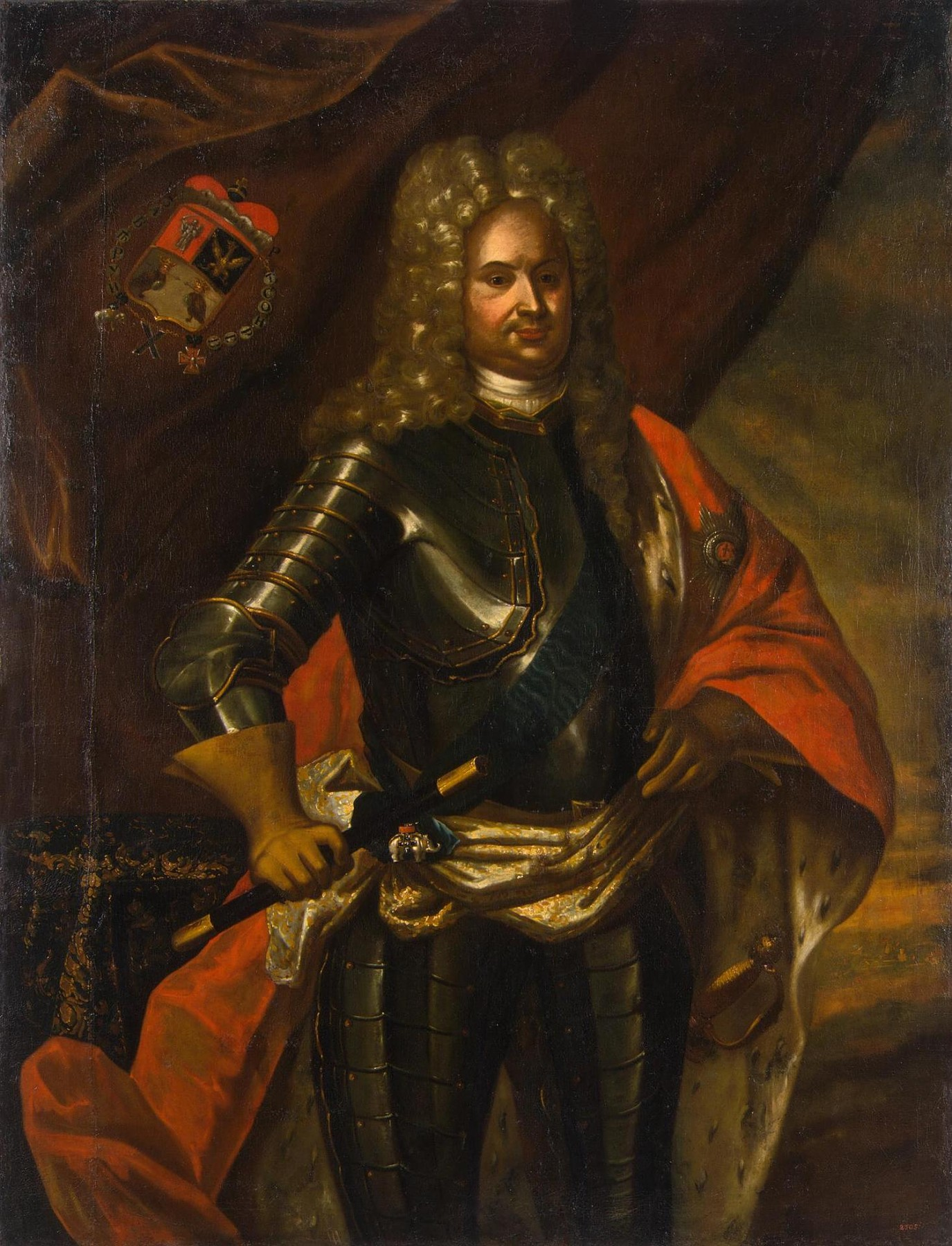
Фельдмаршал Рєпнін Анікіта Іванович

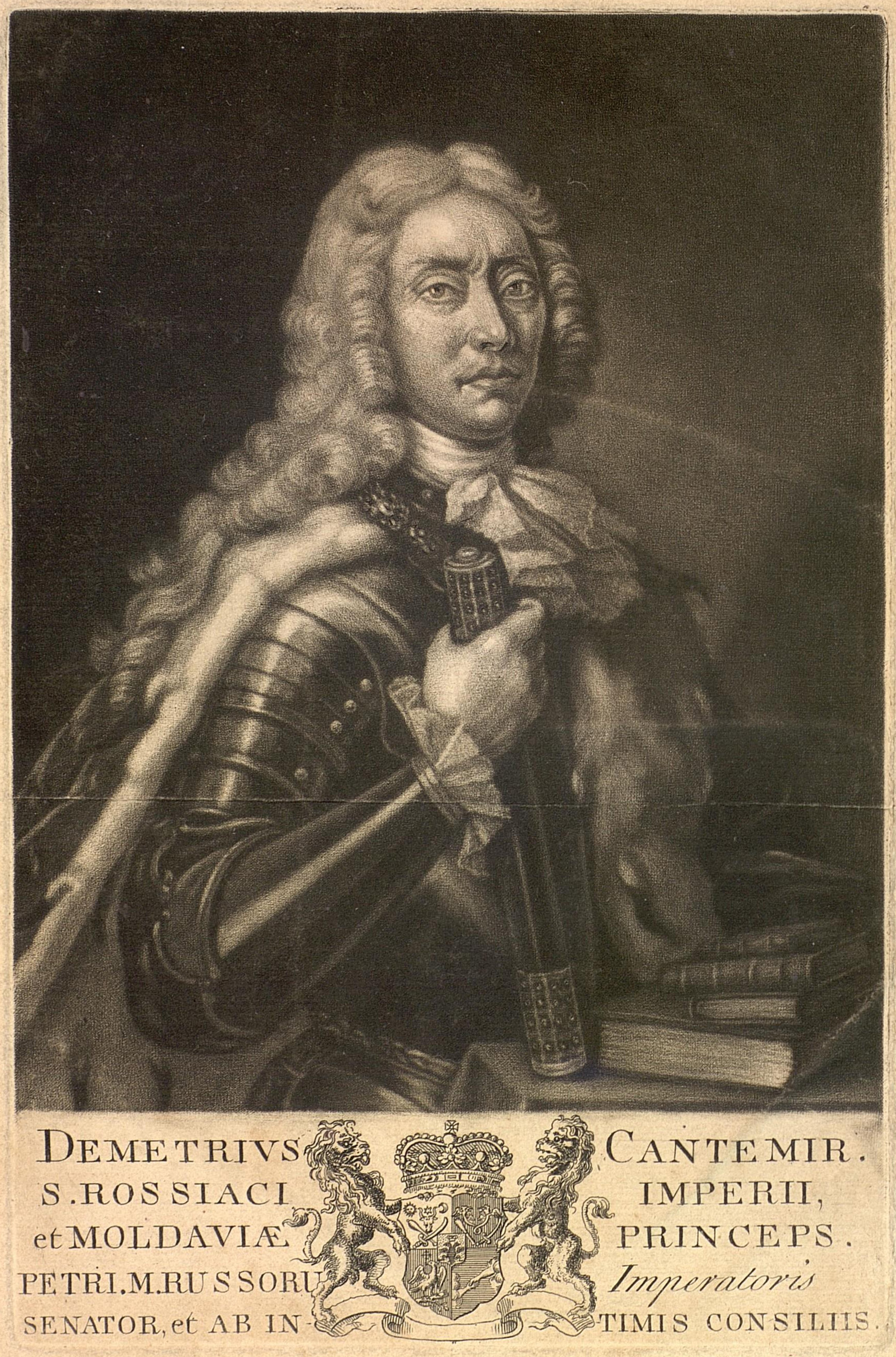
Димитрій Кантемир

Ловіса фон Бурґгаузен (1698 — 20 січня 1733) — шведська мемуаристка, яка прославилася оповіддю про своє перебування рабинею в Московії після того, як її взяли в полон московити під час Північної війни. Протягом ув'язнення її неодноразово продавали як рабиню, перш ніж вона змогла повернути собі свободу. Її історія стала, можливо, найвідомішою серед численних розповідей про долі каролінерів того періоду.

## Поневолення
Ловіса Фон Бурґгаузен народилася в місті Нарва в шведській Естонії однією з п'яти дочок знатного шведського майора Густава фон Бурґгаузена та Маргарети фон Брундерт. Її батько брав участь в обороні міста, коли його захопили московити після облоги Нарви 1704 року.
Під час хаотичного розграбування міста фон Бурґгаузен розлучив з родиною та взяв у полон московський солдат. Для окремих московських солдатів та військових було поширеною практикою брати в полон цивільних осіб, яких вони продавали як рабів, і багатьох громадян Нарви, як шведів, так і естонців, продавали на невільничих ринках у Московії, Персії та Османській імперії, серед інших, взятих у полон таким чином під час війни, були майбутня імператриця Катерина I та, можливо, Афросинія Федорова. Батьків та сестер фон Бурґгаузен взяли в полон як військовополонених та депортували до Сибіру.
Дорогою до московського табору інший солдат зажадав її, і коли перший заявив, що має намір подарувати її своєму капітану, другий поранив її шаблею в груди. Вона знепритомніла і прокинулася в наметі, де плакала за матір'ю, поки її горло не розпухло настільки, що вона втратила голос і знепритомніла.

## Перший власник
Її доставили до Москви та подарували московському генералу князеві Анікіті Рєпніну. Він відправив її до жіночого монастиря, щоб навернути до московської православної віри, але, оскільки вона не розуміла московської мови, її побили як язичницю, яка не бажає навертатися. Через три місяці її звільнили з монастиря завдяки втручанню матері князя, княгині-вдови, яка проявила до неї «всю материнську ніжність». Однак дружина князя, княгиня Прасков'я Нарішкіна, підозрювала її у шпигунстві за приватними справами князя і часто знущалася над нею. Одного разу Нарішкіна наказала повісити фон Бурґгаузен у саду вниз головою, що могло б призвести до її смерті, якби стара вдова княгиня вчергове не втрутилася.
Вона мала супроводжувати княжу родину до України в 1709 році та бути свідкою того, як полонені шведські вояки під час тріумфу царя Петра Великого в'їжджають до Москви. У 1710 році вона взяла шлюб із камергером князя, 16-річним шведським сином прапорщика Йогана, який сам потрапив у полон і був вихований у православній вірі. Фон Бурґгаузен народила дочку, яка померла через шість тижнів.
1713 року Йоган помер від поранення в ногу під час бою. Того ж року князь Димитрій Кантемір, господар Молдавії, яка на той час була союзницею Московії, разом зі своєю родиною відвідав Москву. Під час візиту до Рєпніних його дружина, Кассандра Кантакузен, подарувала княгині Прасковії діамант; вона помітила фон Бурґгаузен серед придворних княгині, і княгиня Прасковія передала її княгині Кантемір як подяку за діамант.

## Другий власник
Княгиня Кантемір померла того ж року, а фон Бурґгаузен була отруєна дружиною пекаря при дворі Кантемірів, яка хотіла отримати місце фон Бурґгаузен для своєї доньки, і лише завдяки хорошій медичній допомозі вона була врятована. Коли вірменський капітан попросив князя віддати йому Ловісу фон Бурґгаузен за дружину, вона втекла і, за порадою своєї подруги-шведки, яка працювала при дворі, знайшла притулок у будинку англійського купця в Німецькій слободі Москви.
Англійський купець відправив її до Архангельська, щоб вона отримала протестантську освіту та вивчила німецьку. Через 7 тижнів на неї доніс німецький кравець, тому її заарештувала московська поліція і відвезла назад до князя Кантеміра. Її прикували ланцюгами по руках і ногах, а у взуття вбили цвяхи, щоб їй було важко ходити, через що її ступні і ноги розпухли. Її помістили прати білизну в кам'яну кухню, де було так холодно, що її руки вкривалися льодом. Вона б замерзла до смерті, якби не дочки князя, Марія Кантемір і Смарагда; вони підкупили охоронця, щоб той загорнув її кайдани в тканину, аби вона не видавала жодного звуку, і забрали її вночі до себе в спальню.

## Третій власник
У 1714 році князь Кантемір вирушив до Санкт-Петербурга і залишив своє господарство під наглядом капітана Іванова та його дружини. Дружина Іванова відвезла Ловісу фон Бурґгаузен разом з двома іншими невільницями, однією з Фінляндії, іншою з Нарви, на московський ринок рабів у Москві й усіх їх продала. Фінку продали вірменину, жінку з Нарви — московському прикажчику, а фон Бурґгаузен — турецькому купцю. Її продали за шматок дамаску, віяло і невелику суму грошей. Її поклали до товарів у санях купця, які здебільшого складалися з килимів, погрожували побити, якщо вона кричатиме, і повезли до Тобольська в Сибіру.
Під час подорожі московський урядовець побачив фон Бурґгаузен, яка плакала в трактирі, і запитав її, що трапилося. Вона розповіла йому свою історію, і він повідомив про це воєводі Солікамська. У Солікамську воєвода допитав турка, але відпустив їх, коли турок сказав йому, що людина в його санях — стара московка. Після цього вони покинули Солікамськ, не знаючи, що це було саме те місто, де батьки фон Бурґгаузен жили як військовополонені.
У будинку турка в Тобольську фон Бурґгаузен примушували до каторжних робіт і жорстоко били щоразу, коли вона помилялася через повне виснаження. Тобольськ, однак, був містом у Сибіру, де містилася найбільша колонія шведських військовополонених, яким дозволялося там жити досить вільно. Фон Бурґгаузен познайомилася зі шведкою, яка порадила їй зв'язатися зі шведським лейтенантом Маґнусом Вільгельмом Шпренґтпортеном; Шпренґтпортен потрапив у полон під Нарвою одночасно з фон Бурґгаузен, втік, потрапив у полон під час Полтавської битви, очолив повстання в Казані й був ув'язнений на 17 місяців. Пізніше фон Бурґгаузен скаже про нього, що він був її «найбільшим рятівником після Бога».

## Втеча з рабства
Одного разу вона вийшла з дому турка, щоб купити шовк на ринку, у супроводі охоронця. Охоронець відволікся на спортивну гру, а фон Бурґгаузен змішалася з натовпом і познайомилася зі Шпренґтпортеном, який відвів її до свого друга Маттіаса Йогана Ройтеркрона, де вона переховувалася протягом 11 тижнів. Турок призначив за неї винагороду в 100 німецьких марок, а поліція виставила охорону навколо будинку, але Шпренґпортен допоміг їй пройти повз охоронців, давши їй пакунок з одягом і сказавши, що вона — його покоївка, яка прямує до кравця.
Її відвезли до будинку Крістофера Лаудау, який обшукували за наводкою слуги, який хотів отримати винагороду, під час якого їй довелося три дні переховуватися у воді під ванною в підвалі. Потім її переховували в кількох будинках. Одного разу в будинку родички її матері, Ловіси Паткулл, яка жила в будинку, що належав віцегубернатору; під час візиту віцегубернатора Паткулл поклала її в ліжко, стверджуючи, що вона її хвора племінниця.
Ройтеркрона і Шпренґтпортена заарештували за підозрою в тому, що вони допомагали їй втекти, а саму Ловісу фон Бурґгаузен по дорозі до батьків у Солікамську домовився вивезти з міста в Япантскін московитський селянин. Сина селянина, Степана, залишили для охорони, а Ловісу переодягли в хлопчика і залишили з фермером на санях. У селі селяни запідозрили в ній переодягненого сина шляхтича і планували уві сні її вбити. Покоївка попередила її, і фон Бурґгаузен вискочила з хати до селянина, який годував коня, сіла на сани, і вони швидко втекли з села. Вночі вони відпочили на узбіччі дороги, незабаром почули шум, а потім побачили, що селяни за ними полюють з собаками. На щастя, йшов сніг, і їхні сліди були приховані.
У Япанцкіні фон Бурґгаузен опікувався шведський священник Андерс Берґнер. Шведська шляхтанка Анна фон Кноррінґ, яка відвідувала своїх дочок у Клинові, отримала перепустку для фон Бурґгаузен як для своєї племінниці, і вони разом поїхали до Солікамська, де різдвяним ранком 1718 року шведським військовим священиком Крістофером фон дер Гайде 20-річна Ловіса фон Бурґгаузен була нарешті направлена до своїх батьків у шведській колонії.

## Пізніше життя
Ловіса Фон Бурґгаузен залишилася з батьками після того, як усі її сестри взяли шлюб з офіцерами. Її батьки організували для неї навчання лютеранства у священника шведської колонії Ларса Сандмарка. У 1720 році батьки змусили її одружитися зі священником, який був на 30 років старший за неї, що вона мусила зробити «з дитячою слухняністю». Коли в 1721 році після війни шведських полонених звільнили, вона послідувала за чоловіком до Швеції, де його призначили вікарієм у Ньюрунді в Медельпаді. Сучасні джерела розповідають, що вона осяяла дім своєю добротою до інших. У 1729 році вона овдовіла, а 1731 року взяла шлюб із спадкоємцем свого чоловіка, Петрусом Сундберґом, відповідно до культурної практики збереження вдівства. 1733 року вона померла бездітною. Рання смерть, очевидно, була через погане здоров'я після перебування в рабстві.

## Спадщина
Історію Ловіси фон Бурґгаузен за її словами записав «чесний чоловік священицького ордена» та зачитав на її похороні. Зараз вона зберігається в Біографіці в Національному архіві Швеції.
У 2021 році метал-гурт Carolus випустив альбом To the Fallen Sons з присвяченою їй піснею Lovisa.

## Контекст
Багато шведів, фінів та балтійців, особливо жінок та дітей, продали в рабство до Московії та Туреччини під час Північної війни після того, як їх полонили московські солдати, зокрема після падіння Нарви в 1704 році. Багатьох потім продали в рабство в Османській імперії на невільничому ринку в Стамбулі через чорноморську работоргівлю. З червня 1710 року шведський посол Томас Функ регулярно відвідував невільничі аукціони в Стамбулі, щоб купувати шведських громадян. Свен Агрель зазначав, що вони, серед іншого, купили «дочку теслі» з Нарви за 82 марки, «дружину капітана» за 240 марок, 18-річну Катерину Пересветов-Морат за 275 марок і цілу сім'ю Андерса Йонссона з дружиною і дітьми, хоча коштів не завжди вистачало, щоб купити всіх. Людей, яких купили безкоштовно, ймовірно, відправили до табору короля Швеції Карла XII у Молдавії та повернули до Швеції разом з ним.
У мирному договорі 1721 року московський цар дозволив усім полоненим у Московії повернутися додому, окрім тих, хто прийняли московську релігію, оскільки вважалося, що це робить їх московськими підданими; але оскільки шведських рабів їхні господарі змушували прийняти православну віру, їх утримували в Московії. Якщо вдавалося довести, що їх примушували до цього, їх іноді відпускали на волю, але натомість змушували залишатися вільними московськими громадянами; примусовість переходу в іншу релігію, як правило, неможливо було довести. Історія Ловіси фон Бурґгаузен є, мабуть, найвідомішою з багатьох історій жінок, яких забрали в рабство під час цієї війни.